# جيمس غيتس بيرسيفال
جيمس غيتس بيرسيفال (بالإنجليزية: James Gates Percival)‏ هو كاتب ومؤلف وجراح وجيولوجي وشاعر أمريكي، ولد في 15 سبتمبر 1795 في Berlin, Connecticut ‏ في الولايات المتحدة، وتوفي في 2 مايو 1856 في هازل غرين في الولايات المتحدة.

## وصلات خارجية
- جيمس غيتس بيرسيفال على موقع ميوزك برينز (الإنجليزية)
- جيمس غيتس بيرسيفال على موقع إن إن دي بي (الإنجليزية)